# Thủy điện Mường Kim
Thủy điện Mường Kim, còn gọi là thủy điện Hồ Bốn, là công trình thủy điện xây dựng trên dòng Nậm Kim  tại vùng đất xã Hồ Bốn huyện Mù Cang Chải tỉnh Yên Bái, Việt Nam .
- Thủy điện Mường Kim có công suất 13,5 MW với 3 tổ máy, sản lượng điện hàng năm 54 triệu KWh, đập chính tại bản Trống Là xã Hồ Bốn, khởi công năm 2007, hoàn thành tháng 9/2010 [5][6].

- Thủy điện Mường Kim 2 có công suất 10,5 MW với 3 tổ máy, đập chính tại vùng giáp ranh xã Hồ Bốn và xã Mường Kim huyện Than Uyên, khởi công lần đầu năm 2007, đình chỉ vào năm 2015, tái khởi động tháng 2/2018.[7] 21°52′32″B 103°53′36″Đ / 21,875658°B 103,893396°Đ

## Nậm Kim
Nậm Kim là một phụ lưu của Nậm Mu trong thủy vực của sông Đà. Nậm Kim khởi nguồn từ mạng sông suối ở vùng núi cao cỡ 2000 m ở vùng đèo Khau Phạ xã Púng Luông huyện Mù Cang Chải tỉnh Yên Bái, chảy uốn khúc với hướng chính là về phía tây.
Nậm Kim chảy qua thị trấn Mù Cang Chải, đổ vào bờ trái Nậm Mu ở bản Nà E 21°50′44″B 103°50′23″Đ / 21,845592°B 103,839592°Đ xã Mường Kim huyện Than Uyên tỉnh Lai Châu.
Quốc lộ 32 được mở dọc theo thung lũng Nậm Kim.

## Chỉ dẫn
1. ↑  Trong tiếng Thái-Tày "Nậm" có nghĩa là nước, sông, suối.